# Brikcha
Brikcha  (in arabo ابريكشة‎?) è un centro abitato e comune rurale del Marocco situato nella provincia di Ouezzane, regione di Tangeri-Tetouan-Al Hoceima. Conta una popolazione di 10 399 abitanti (censimento 2014).